# Brad Carlton
Bradley « Brad » Carlton (né George Kaplan) est un personnage de fiction du feuilleton télévisé Les Feux de l'amour. Il est interprété par Don Diamont depuis 1985. Il se noie le 5 février 2009 dans un lac gelé, après avoir sauvé de la noyade Noah Newman.

## Biographie

### Relation de Brad et Traci
Brad Carlton été le jardinier des Abbott, qui a attiré l’attention de la plus jeune fille Abbott, Traci. Les deux se sont mariés deux fois, le second mariage donnant naissance à une fille, Colleen Carlton. Au cours de son deuxième mariage avec Traci, Brad a été retenu captif dans une cage par sa première ex-femme instable, Lisa Mansfield. Après avoir divorcé de Traci, Brad a été amené à épouser la riche veuve, Cassandra Rawlins, après un voyage de ski à Aspen. Brad est finalement retourné à Genoa City avec l’intention de divorcer de Cassandra, mais en route pour finaliser ses plans de divorce, Cassandra a été heurtée par un camion et tuée. Brad a hérité de sa fortune et de sa succession. Tout au long de sa relation intermittente avec Traci, il avait des sentiments pour sa sœur, Ashley Abbott. Ils se sont finalement mariés et il a adopté sa fille qui a reçu son nom de famille, Abby Carlton. Ashley était enceinte de l’enfant de Brad, mais elle a perdu le bébé dans un accident de voiture. Ils se sont séparés et il a épousé Victoria Newman en novembre 2006.

### Diverses relations
Connu comme un « playboy », Brad a également eu des aventures avec Lauren Fenmore, Jill Abbott, Diane Jenkins et Olivia Winters. Il a également été brièvement fiancé à Nikki Newman. Dans un scénario de 1994, Brad a eu une crise cardiaque lors d’une nuit passionnée avec Lauren.
Opportuniste accompli, Brad a rapidement pris de l’importance dans le monde des affaires de Genoa City, son mariage avec Traci Abbott et sa relation avec la famille Abbott lui donnant ses débuts. Il a marché sur beaucoup d’orteils au fil des ans, en particulier Victor Newman et son ancien beau-frère, Jack Abbott. La colère de Brad a débordé en 2005 lorsque Jack a refusé de l’intégrer au poste de PDG de Jabot. Brad a quitté le bureau en trombe et il a rapidement pris un emploi chez Newman Enterprises pour contrarier Jack.

### Mariage avec Victoria
En 2006, Brad a épousé la fille de Victor, Victoria, à la grande consternation de son père. Pendant toute la durée de leur mariage, Brad a continué à se battre pour ses sentiments pour l’ancienne belle-sœur de Victoria, Sharon Newman. Pendant ce temps, il a également eu une liaison avec Sharon. Après avoir lancé une vérification des antécédents de Brad, Victor a découvert dans une histoire revisitée après presque 20 ans de participation à la série que Brad n’était pas celui qu’il avait initialement prétendu être. Le vrai nom de Brad était George Kaplan, et il a pris l’identité d’un ami qui est mort dans un accident afin de se cacher des gens qui avaient tué sa famille.
En 2006, le passé de Brad refait surface quand sa mère, Rebecca Kaplan, devait aider à trouver un artefact volé à ses propriétaires légitimes par les nazis qui avaient mis Rebecca au travail dans un camp de concentration cataloguant des œuvres d’art volées. Rebecca avait été forcée de le faire parce qu’elle était juive.
Victoria est tombée enceinte de l’enfant de Brad, mais elle aussi a fait une fausse couche peu de temps après. Brad et Victoria ont ensuite divorcé. Victoria a découvert qu’elle était à nouveau enceinte, mais le père s’est avéré être J.T. Hellstrom, avec qui elle était maintenant mariée. Après l’effondrement de Clear Springs, Victoria a été frappée par la chute de débris et elle est restée dans le coma pendant des mois. Après s’être réveillé, Brad a laissé le chat sortir du sac à propos de Victor virant Nick de Newman Enterprises. Après le divorce, Brad a quand même essayé d’être avec Sharon, plusieurs fois, mais il a échoué.

### Début chez Jabot
Frustré et en colère face à son incapacité à progresser chez Newman Enterprises, Brad a rejoint Jabot Cosmetics en mai 2008 en tant que directeur de l’exploitation. Chez Jabot, Brad est devenu en quelque sorte un confident-espion pour la PDG de Chancellor Industries, Jill Abbott. Brad a également eu une relation quelque peu difficile avec David Chow, le co-PDG de Jabot. En raison de son aversion pour Chow, qui a admis un problème de jeu compulsif, Brad a invité David à plusieurs reprises à des jeux de cartes, lui a prêté de grosses sommes d’argent pour rembourser ses dettes de jeu et lui a donné des conseils sur les courses de chevaux dans un effort réussi pour profiter de la dépendance au jeu de David et pour obtenir un effet de levier sur lui.
Après la mort de sa femme Sabrina Costelana Newman, Victor a disparu au Mexique pour être déclaré mort par les autorités mexicaines après un accident de bateau apparent. Comme stipulé dans le nouveau testament de Victor, la part du lion de sa succession a été léguée à son fils, Adam Newman, qui portait son nom de naissance de Victor Adam Newman Jr. Adam a entrepris des changements radicaux au sein de l’entreprise, assumant le poste de président du conseil d’administration et installant Brad en tant que PDG de Newman Enterprises et bras droit dans « l’expansion mondiale de Newman ». Adam a congédié les employés de longue date de Newman, Neil Winters et Victoria Newman, tout en se faisant un ennemi de l’exécuteur testamentaire de Newman, Michael Baldwin. Après avoir comploté, poignardé dans le dos et trahi pour aller de l’avant, il semblait que Brad avait finalement atteint le poste de direction qu’il convoitait depuis si longtemps. Peu de temps après avoir été embauché par Adam pour être PDG de Newman Enterprises, Victor est revenu et a licencié son fils. Victor a également réintégré Neil Winters en tant que PDG. Plus tard dans la semaine, Neil a demandé à Brad de démissionner de son poste de PDG de Newman en disant que s’il ne le faisait pas, il poursuivrait Brad pour avoir piraté les fichiers personnels de Newman Enterprises et les avoir apportés à Jabot Cosmetics. Brad a accepté et il a démissionné de son poste de PDG.

### Mort de Brad
Lorsque le mariage de Sharon a recommencé à s’effondrer, Brad a eu une autre chance de l’approcher, surtout après que Phyllis l’ait appelé et ait essayé de le convaincre de séduire Sharon afin qu’elle reste loin de Nick. Brad a finalement révélé à Sharon que Phyllis l’avait envoyé après elle, et Sharon n’a pas pu pardonner à Brad. Il a suivi Sharon jusqu’à la cabine de Jack, où il s’est excusé et a expliqué combien il l’aimait toujours, mais elle n’a pas été en mesure de lui rendre ses sentiments. Il a quitté la cabane, et sur le chemin du retour, il a trouvé Noah Newman noyé dans un lac après être tombé à travers la glace. Il a réussi à sortir Noah de l’eau et à le ramener sur la glace, mais est tragiquement tombé en lui-même et a été emporté sous le lac gelé par le courant. Il s’est noyé et son cadavre, gelé dans la glace, a été découvert plus tard. Sa dernière apparition a eu lieu plusieurs mois plus tard lorsqu’il est apparu à sa fille, Colleen, alors qu’elle se noyait elle-même dans le même lac en essayant d’échapper aux griffes de Patty Williams.

### Liens externes

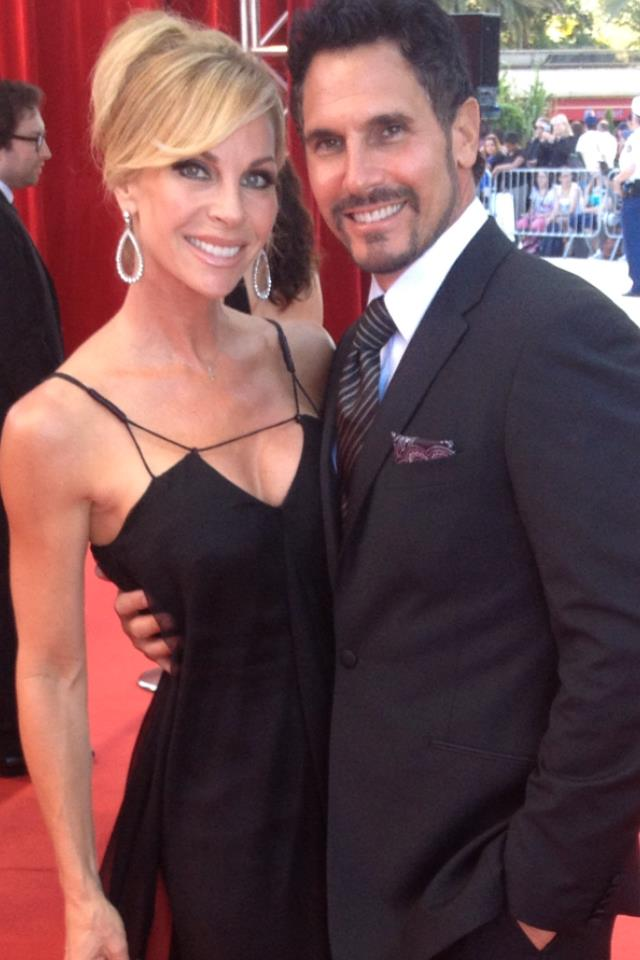
Don Diamont interprète de Brad Carlton en 2013 et Cindy Ambuehl, sa femme à la ville.